# 1846 en architecture
| Années de l'architecture : 1843 - 1844 - 1845 - 1846 - 1847 - 1848 - 1849    |
| Décennies de l'architecture : 1810 - 1820 - 1830 - 1840 - 1850 - 1860 - 1870 |

Cet article présente les faits marquants de l'année 1846 en architecture.

## Réalisations
- 14 juin : ouverture de la première gare du Nord à Paris par des ingénieurs des  Ponts-et-Chaussée, notamment Léonce Reynaud. La gare fut démontée en 1860 et remonté à Lille (façade de la gare de Lille-Flandres).
- Consécration de Trinity Church à New York.

## Événements
- x

## Récompenses
- Prix de Rome : Alfred-Nicolas Normand.

## Naissances
- 4 septembre : Daniel Burnham († 1er juin 1912).

## Décès
- 22 janvier : Louis-Pierre Baltard (° 9 juillet 1764).